# Navision
A Microsoft Dynamics NAV (Navision) egy vállalatirányítási rendszer a Microsofttól. A termék része a Microsoft Dynamics termékcsaládnak és a pénzügyi, gyártási, vevőkapcsolati, logisztika és kontrolling modulokkal, kis és középvállalatok számára.
A Microsoft Business partnerei, teljes hozzáféréssel rendelkeznek a rendszer kódjához, amely híres az egyszerű és gyors fejleszthetőségéről és testreszabhatóságáról.
A rendszer fejlesztési nyelve a C/AL nyelv mely egyedi programozási rendszer pascal alapokon.

## Történet
A Navision cég eredetileg 1983-ban indult Jesper Balser, Peter Bang és Torben Wind által Koppenhágában. 1984-ben került a piacra „PCPlus” néven Dániában és Norvégiában. Akkoriban egy DOS-os karakter alapú megoldás volt kis és középvállalatok részére. 1984-ben a „Az egyszerűség szépsége” szlogennel forgalmazták. A céget 1987-ben Navisionre keresztelték és a terméket Navigator-rá nevezték át.

### A 90-es évek
1990-ben a cég kiadta a NAVISION 3.0-t és elkezdett terjeszkedni a skandináv országokon kívülre, Németországban, Spanyolországban és Angliában. 1992-ben a cég megállapodott a Peachtree software igazgatójával, Bill Godhue-val aki kizárólagos forgalmazási jogot szerzett az Amerikai Egyesült Államokban a Navision szoftverre. 1993-ban elindították az új 32 bites Navision fejlesztését a Microsoft platformra.
Az amerikai piac igényei miatt jobb nyomtatási képességeket fejlesztettek ki. Ezen kívül számos terminológiai „fordítást” kellett bevezetni az amerikai piac igényei szerint, igaz az alap rendszer kompatibilis volt eredendően is.
A terméket NAVISION Financials (Navison pénzügy) néven kezdték forgalmazni, hogy a felhasználók jobban elfogadják a NAVISON márkanevet.A cég folyamatosan fejlesztette a terméket, 1997-ben vevő kapcsolatkezelést , 1998-ban gyártási funkciókat és 1999-ben fejlett logisztikai funkciókat építettek a rendszerbe.
A 2000-es év meghatározó volt a Navision számára. Ebben az évben, a szoftver megkapta a „Certified for Windows 2000” minősítést, kiadták a Navision Commerce gateway terméket mely az első olyan szoftver volt, ami a Microsoft Biztalk rendszerére épült.
Később a piaci kihívások miatt, úgy döntöttek összeolvadnak egy konkurens vállalattal a Dán Damgaard szoftvercéggel. Mindkét cégnek hasonló piaca és hasonló terméke volt. Mindkét szoftvert Dániában fejlesztették és az Egyesült Államokban is értékesítették. Mivel mindkét cég hasonlóan sűrűn utazott az államokba így, gyakorlatilag az összeolvadást a Delta Airlines repülőjáratain vitték véghez.
2001-ben a következő változások történtek:
•	Navision Financials-t átnevezték Navision Attain-re és a Damgaard Axapta-t Navision Axapta-ra keresztelték
•	Integrált e-kereskedelmi rendszereket fejlesztettek mindkét rendszerhez
•	Fejlett ellátási lánc (supply chain), gyártás és logisztikai funkciókat fejlesztettek mindkét rendszerhez
•	A Navision rendszer megkapta a „Designed for Microsoft Xp” minősítést
2002-ben a Microsoft felvásárolta a Navision céget 1,4 milliárd dollárért, ami az addig legmagasabb ár volt, amit a Microsoft fizetett egy cégért.
Manapság a Navision a leggyorsabban fejlődő ERP rendszer a világon.
Magyarországon kiadott legutolsó verzió a Microsoft Dynamics NAV 2009 R2 , amely 2010 év végén érkezett meg , magyar lokalizációval.
A Microsoft következő verziója a "7"-es a közeljövőben készül (2012 3. vagy 4. negyedév) el , mely felhő alapú ERP rendszer szolgáltatást is fog tartalmazni.

## Funkcionalitás
2006-óta a licencelési politika az ún. "Business Ready License (BRL) model. Ez azt jelenti hogy a vásárló , párhuzamos kapcsolatokat vásárol, amelyek kétféle változatban érhetőek el. A két változat a Business Essentials (BE) és a fejlettebb Advanced Management (AM). A rendszer kétféle adatbázis kezelő motorral működik. Ezek a Natív (vagy Classic) illetve a Microsoft SQL server. Az SQL server jobban kezeli a nagy méretű adatbázisokat viszont több karbantartást igényel mint a Natív adatbáziskezelő.
A többi Microsoft vállalatirányítási termékekhez képest a Dynamics NAV (Navision), olyan cégeknek előnyös akik a logisztikai és a gyártási szektorban üzemelnek és szeretnének "standard" funkcionalitást. A Rendszer alapfunkcionalitása egy sémának is felfogható melyet a fejlesztők, vagy a rendszergazda testre szabhat.
A Microsoft szerint a Dynamics NAV (Navision) , nagyjából 65000 (ebből 13000 az Egyesült Államokban) vállalatnál lett bevezetve , több mint 1,3 millió végfelhasználói licenc eladásával.
A Microsoft Dynamics NAV(Navision) volt az első szoftver termék amelyik először lépte át az egymillió eladott licenc számot az Egyesült Államokban.

## Add-onok
A Microsoft Dynamincs NAV (Navision) alap funkcionalitásán kívül lehetőség van ún. Add-on-ok vásárlására is.
Az Add-on egy olyan különálló modul mely illeszkedik a standard rendszerhez de egy önállóan működik. Ezeket az Add-on (kiegészítő) megoldásokat a Microsoft partnerei fejlesztik a világ minden táján. A Microsoft Solution Finder (megoldás vagy Add-on kereső) segítségével lehet keresgélni a különböző add-on-ok közt.
Ezek az add-onok mind vertikális (iparágspecifikus, pl. Nyomdaipar, Élelmiszeripar stb.) mind horizontális típusúak (kiegészítő funkciók, mint pl. Emberi erőforrás terület).
A legtöbb Addon , többnyelvű de mindegyik támogatja legalább az Angol nyelvet. Természetesen ezeket az add-on-okat is le lehet fordítani.

## Közösségi oldalak
- Mibuso
- Dynamicsuser.net
- Német nyelvű MS Dynamics forum
- Customersource[halott link]